# Brenthis chloris
Brenthis chloris är en fjärilsart som beskrevs av Eugen Johann Christoph Esper 1779. Brenthis chloris ingår i släktet Brenthis och familjen praktfjärilar. Inga underarter finns listade i Catalogue of Life.